# Корчагин, Фёдор Андреевич
Фёдор Андреевич Корчагин (1877—1924) — русский революционер, член Обской группы РСДРП, политический деятель.

## Биография
Родился в 1877 году семье столяра в Ивановском на территории современного Льговского района Курской области. Выпускник двухклассного сельского приходского училища.
До 1894 года трудился в сельской столярной мастерской, после чего работал в Мариуполе на заводе.
С 1901 по 1903 год проходил службу в армии. Затем проживал в Новониколаевске на станции Обь, где работал в железнодорожном депо.
С 1904 года — член Обской группы РСДРП. Принимал активное участие в Первой русской революции. В конце сентября 1906 года — представитель Обской группы на партийной конференции Западно-Сибирских с.-д. организаций. Был арестован после возвращения из Омска и пребывал в заключении до февраля 1907 года.
В 1907—1909 годах трудился в Донбассе, с 1909 по 1913 — в затоне, при сооружении Алтайской железной дороги, работал на одной из мельниц в Новониколаевске.
В 1914—1917 годах участвовал в военных действиях на Кавказском фронте.
С 1917 по 1918 год — член Вокзального райкома партии, участник III съезда крестьянских депутатов Западной Сибири, депутат Новониколаевского участкового железнодорожного совета. Во время колчаковского правления состоял в подпольном Вокзальном комитете. Был в числе организаторов трёх забостовок, проходивших в июне—октябре 1918 года.
После ухода колчаковцев из Новониколаевска продалжал работать в Вокзальном райкоме РКП(б). В 1921 году избран членом Томской губернской контрольной комиссии.
Умер в 1924 году в Новониколаевске.